# Grodna (Grande-Pologne)
Grodna est une localité polonaise de la gmina rurale de Grzegorzew, située dans le powiat de Koło en voïvodie de Grande-Pologne. Elle se situe à environ 6 kilomètres au sud-est de la ville de Koło et à 125 kilomètres à l'est de Poznań, la capitale régionale.